# Берендеево 3
Беренде́ево III — мезолитическая стоянка археологического комплекса Берендеево, расположенная на территории Переславского района Ярославской области. Открыта в 1960-х годах краеведом А. С. Бакаевым на территории Берендеевского торфяника. Расположена на песчаном острове вблизи северо-западного побережья древнего озера, в 4 км к западу от посёлка Берендеево:301.
В 1966 году обследовалась А. Л. Никитиным, Н. А. Хотинским, А. М. Микляевым. Геоморфологическое положение памятника установить не удалось, так как верхние слои торфа уничтожены торфоразработками. Однако культурный слой, состоящий из оторфованного песка, оказался нетронутым:73.
В 1979 году стоянка раскапывалась Л. В. Кольцовым. Вскрыто 28 м². Исследовалась часть вошедшего в раскоп помоста сложной конструкции размерами 6 × 3,2 м, который был сооружён из сосновых плах, уложенных на слой берёсты.:13 Помост имел второй слой берёсты и сосновых плах.:301 Представляется возможным, что верхняя часть помоста, сохранившаяся хуже, была застлана тростником. В восточной части раскопа на помосте обнаружены остатки овального очага размерами 1,30 × 1,15 м с толщиной 0,1 м, на прослойке из тростника с песком. На берёзовых плашках обнаружены следы огня, найдена подсыпка из песка. Вероятно, обитатели стоянки, опасаясь возгорания помоста, обезопасили его слоем песка:73.
На стоянке обнаружены кремнёвые орудия: скребки концевые и подокруглые, резцы, ножи на пластинах и отщепах. Имеются отходы производства:301. Инвентарь сделан из местных сортов кремня. Наибольшее количество орудий в процентном соотношении представлено вкладышами. Следующая большая группа орудий представлена скребками.
Датирование стоянки определено возрастом 8500 лет назад и произведено на основе радиоуглеродного анализа двух образцов: первый был взят из помоста и определён возрастом 5790 лет до н. э.:73, второй образец взят из слоя осокового торфа, находящегося непосредственно под слоем с находками, датируется возрастом 8800 + 100 лет.
Торфообразование происходило в бореальном периоде с господством берёзы и сосны в лесном покрове:301.
Стоянку относят к бутовской культуре:73.